# Mních
Mních je národní přírodní rezervace v katastrálním území obce Bobrovec v okrese Liptovský Mikuláš v Žilinském kraji na Slovensku. Území bylo vyhlášeno v roce 1981 a jeho rozloha je 74,75 hektaru. Předmětem ochrany je komplex přírodních hodnot s množstvím vzácných a chráněných druhů rostlin a živočichů v esteticky hodnotném prostředí Západních Tater.